# Túrons
Els túrons (en llatí Turones) van ser un poble celta de la Gàl·lia. Les tropes de Juli Cèsar van passar l'hivern al país dels túrons després de la campanya de l'any 57 aC. Més tard Cèsar els esmenta com a veïns dels carnuts, i a un altre lloc es mencionen juntament amb els píctons, cadurcs, aulercs i altres poblacions de la Gàl·lia. Vercingetòrix quan es va revoltar l'any 52 aC va rebre el suport dels túrons que van aportar vuit mil homes.
Claudi Ptolemeu (que els anomena Τουρονιεῖς) diu que la seva ciutat més important era Cesarodúnum (actualment Tours) i que pertanyien a la província Lugdunense. En temps de Tiberi, la rebel·lió de Sacrovir va rebre altre cop el suport dels túrons, explica Tàcit, però van ser derrotats amb facilitat. El seu territori se situava llavors al sud del Loire. El nom de túrons està preservat en el nom de la regió de Turena.
Existeix una moneda d'argent de la ciutat amb el cap d'una dona i la llegenda "Turonos", i a l'altre costat Cantorix amb un cavall galopant.